# Корсак, Юзеф

Герб Корсак

Ю́зеф Ко́рсак Глубоцкий (пол. Józef Korsak Głębocki) (около 1590 — 1643) — староста, затем воевода мстиславский, староста дисненский, радомльский, куриловский и филипповский.
Происходил из рода Корсаков собственного герба — одного из старейших и богатейших в Полоцком княжестве, а позже в Великом княжестве Литовском и Речи Посполитой. Был сыном Льва Корсака и Марианны Подбипенты.
Получил хорошее образование. Владел латынью и несколькими европейскими языками.
Участник Русско-польской войны (1605—1618). Отличился в войсках Сигизмунда III Вазы во время сражения под Смоленском в 1610 году, в 1617 году участвовал в походе Владислава IV на Москву. В 1623 году за отличия в службе король пожаловал Юзефу Корсаку Дисненское староство, позднее — Куриловское и Филипповское староства. В 1626 году за военные заслуги ему было в качестве дара передано имение Антоново в Мозырском повете.
В 1633 году во время Смоленской войны за свой счёт снарядил отряд воинов, вместе с которыми защищал Дисненский замок. С 1634 года — староста и первый ландвойт Мстиславля, в 1639 году назначен воеводой мстиславским.
Будучи православным, под влиянием своего двоюродного брата, полоцкого униатского митрополита Рафала Корсака принял униатство.
В 1628 году Юзеф Корсак основал в городе Глубокое приходский костёл Святой Троицы (действующий и в настоящее время), в 1638 году — монастырь униатского базилианского ордена, отдав под него родовое имение Березвечь, а в 1639 году — костёл и монастырь Ордена босых кармелитов в Глубоком. Строительство кармелитского костёла, которому он уделял особое внимание, началось сразу же — в 1639 году под личным руководством фундатора.
Летом 1643 года Юзеф Корсак скоропостижно скончался, будучи бездетным, успев подтвердить своё завещание, по которому кармелиты босые получали во владение местечко Глубокое, 26 деревень, фольварок, мельницы и пущи.

## Память
- Имя Юзефа Корсака носит одна из улиц в городе Глубокое (Белоруссия). В 2012 году ко Дню белорусской письменности в городе Глубокое на Аллее знаменитых земляков был установлен бюст Юзефу (Иосифу) Корсаку[1].